# Ly Chieu Hoang
Lý Chiêu Hoàng, född 1218, död 1278, var regerande kejsarinna av Vietnam från 1224 till 1225. Hon är den enda kvinnliga monarken i Vietnams historia. Hon var också den sista monarken av Lydynastin. 

## Biografi
Ly Chieu Hoang var dotter till kejsar Ly Hue Tong och Trần Thị Dung, och yngre syster till prinsessan Thuận Thiên. Hennes far blev år 1224 övertalad att abdikera på grund av psykisk sjukdom till förmån för sin yngsta, då sex år gamla dotter. Makten tillföll då hennes mors släkt, Trandynastin, vars medlemmar hade haft flera viktiga tjänster vid hovet sedan föräldrarnas bröllop. 
Den verkliga härskaren blev befälhavaren för den kungliga vakten och hovmästaren, hennes mors kusin Trần Thủ Độ. Hovmästaren flyttade hela släkten Tran in till hovet, och arrangerade året därpå ett äktenskap mellan den sjuåriga kejsarinnan och hans egen brorson, den sjuåriga Tran Thai Tong. Efter bröllopet förklarade han den sjuåriga kejsarinnan avsatt till förmån för sin make med argumentet att hon var olämplig för sin position. Den nye kejsarens far Trần Thừa blev rent formellt förmyndarregent, men i praktiken var Trần Thủ Độs makt total. Året därpå tvingade han hennes far att begå självmord och gifte sig med hennes mor, änkekejsarinnan Trần Thị Dung. 1232 ska han ha gett order om en massaker på den förra dynastins medlemmar. 
År 1237 arrangerade hovmästaren en skilsmässa mellan kejsarparet eftersom äktenskapet ännu inte resulterat i en son. Hon fick titeln prinsessa och blev bortgift med general Lê Phụ Trần, medan kejsaren giftes bort med hennes syster prinsessan Thuận Thiên; hennes syster var både gift och gravid med sin förste make, men hovmästaren tvingade dem att skiljas. Kejsaren fick en kronprins i sitt andra äktenskap med hennes syster, medan hon själv fick två barn med sin andra make. Hennes syster avled 1248, och tio år senare gifte kejsaren sig med henne en andra gång.